# Johannes Withoos
Johannes Withoos (Amersfoort   o Amsterdam, 1648 o 1652 – 1685 o 1695) è stato un pittore olandese del secolo d'oro.

## Biografia
Figlio maggiore di Matthias Withoos, fu da questi istruito nell'arte della pittura. Raggiunta una sufficiente abilità come pittore, intraprese un viaggio in Italia. Si stabilì a Roma dove rimase parecchi anni e si specializzò nella pittura paesaggistica, in particolare di paesaggi italiani. Durante la sua residenza romana, eseguì parecchi dipinti ad acquerello rappresentanti vedute dei dintorni della capitale, realizzati in modo preciso e ben rifinito. Eseguì inoltre una serie di schizzi della campagna romana, che, dopo il rimpatrio, utilizzò come materiale per i suoi paesaggi.
Su sollecitamento di alcuni amici fece ritorno nei Paesi Bassi, dove il suo lavoro ottenne non meno successo che a Roma. Infatti fu invitato alla corte del Duca di Sassonia-Lauenburg, alle cui dipendenze rimase fino alla morte.
Caratteristica del suo stile è l'utilizzo di colori vivaci, ma estremamente naturali. e la rappresentazione della natura in modo realistico e dettagliato.

## Opere
- Sottobosco con iris, papaveri, rose, farfalle, un serpente e un cardo ai piedi di un albero, olio su tela, 74,5 x 68 cm, firmato, 1678[4]